# Гейко Володимир Миколайович
Володимир Миколайович Гейко(нар. 26 серпня 1972, м. Охтирка) — український військовик, лейтенант Збройних сил України, учасник російсько-української війни.
Учасник євромайдану «Революції гідності», брав участь у волонтерському русі. Учасник АТО.
Голова громадської організації «Спілка воїнів АТО, ООС російсько-української війни „Непереможні“». Член громадської ради при виконавчому комітеті Охтирської міської ради.
З початком повномасштабного російського вторгнення в Україну як військовослужбовець територіальної оборони став на захист рідного міста.

## Нагороди
- орден Богдана Хмельницького III ступеня (2022) — за особисту мужність і самовіддані дії, виявлені у захисті державного суверенітету та територіальної цілісності України, вірність військовій присязі.